# Daniela Zeca-Buzura
Daniela Zeca-Buzura, född 1 november 1966, är en rumänsk publicist och författare. Zeca-Buzura finns ännu (2014) inte utgiven på svenska.